# Evan Turner
Evan Marcel Turner (Chicago, Illinois, SAD, 27. listopada 1988.) je američki košarkaš koji nastupa za NBA momčad Philadelphia 76ers. Klub ga je izabrao kao 2. picka na NBA Draftu 2010. Iste godine je proglašen najboljim igračem sveučilišnog NCAA prvenstva a osim primarne pozicije bek šutera može igrati i na pozicijama razigravača i niskog krila. U sezoni 2009./10. prvenstva Big Ten Conference bio je najbolji strijelac te drugi po broju skokova i asistencija.
Turner je pohađao srednju školu St. Joseph High School u Westchesteru. Bio je jedan od najboljih srednjoškolskih igrača na svojoj poziciji. U sveučilišnoj karijeri nastupao je za Ohio State.

## Počeci
Evan Turner se kao beba rodio s 4,5 kg težine, a tijekom prve godine života imao je upalu pluća, astmu, ospice i vodene kozice. 1989. je hitno hospitaliziran u Chicagu zbog epidemije ospica. Također, imao je i ozbiljne probleme s disanjem zbog čega su mu uklonjeni adenoidi i tonzili. U dobi od tri godine udario ga je automobil nakon čega je teško ozlijeđen. Zbog prevelikih zuba imao je govornu manu zbog čega je morao odlaziti na govorne vježbe.

## Srednjoškolska karijera
Igrač je u dobi od 15 godina nastupao za momčad Illinois Knights na ljetnom prvenstvu za igrače do 15 godina unutar Amaterske atletske unije. Tijekom srednje škole igrao je za St. Joseph High School te je svojim igrama omogućio momčadi plasman na državni turnir Illinois AA. Time je privukao pažnju sveučilišnih trenera.
Završetkom srednje škole igraču su stipendije ponudila sveučilišta Wake Forest, DePaul i Notre Dame dok je Evan Turner odabrao Ohio State.

## Sveučilišna karijera
Tijekom prve godine studija Turner je imao prosjek od 8,5 koševa i 4,4 skokova u prosječnih 27,1 minuta po utakmici. U svojoj momčadi bio je drugi po broju asistencija te treći po broju krađa. Tijekom druge sveučilišne sezone bio je tri puta proglašavan igračem tjedna unutar Big Ten konferencije.
Tijekom sveučilišne karijere igrač je osvojio mnogo priznanja. Jedna od najznačajnijih bila je uvođenje u prvu momčad NCAA prvenstva 2010. zajedno s Johnom Wallom, prvim pickom NBA Drafta 2010. Također, prema Sporting Newsu i Associated Pressu, Evan Turner je proglašen najboljim sveučilišnim igračem 2010. O veličini nagrade dovoljno govori podatak da su ju dobivali košarkaški velikani poput Larryja Birda (1979.), Michaela Jordana (1983. i 1984.), Patricka Ewinga (1985.), Tima Duncana (1997.) i Kevina Duranta (2007.). Tu su i prestižni Trofej Oscara Robertsona te nagrada Johna R. Woodena (također za 2010.).

## NBA karijera

### Philadelphia 76ers (2010. - danas)
7. travnja 2010. Turner je održao konferenciju za novinare te najavio da neće odigrati svoju posljednju sveučilišnu sezonu nego će se prijaviti na NBA Draft 2010. gdje se očekivalo da će biti među prva tri picka. Turner je kasnije potpisao ugovor s Davidom Falkom, agentom Michaela Jordana. Na samome draftu igrača je kao 2. pick odabrala momčad Philadelphije 76ers s kojom je Evan potpisan trogodišnji ugovor vrijedan 12 milijuna USD.
Evan Turner je na svoj rođendan, 27. listopada 2010. debitirao u NBA ligi protiv Miami Heata. Na utakmici je postigao 16 koševa, 7 skokova i 4 asistencije u 30 minuta igre. Momčad Philadelphije tu je utakmicu izgubila s 87:97.
7. studenoga 2010. Turner je prvi puta zaigrao u početnoj petorci te je utakmicu završio ostvarivši double-double s 14 koševa, 10 skokova te 3 asistencije u 106:96 pobjedi protiv New York Knicksa. Igrač je na toj utakmici mijenjao ozlijeđenog Andrea Iguodalu. 29. prosinca 2010. Turner je postigao 23 koševa (najviše u NBA karijeri dosada) u 123:110 pobjedi protiv Phoenix Sunsa.

## Privatni život
Turner ima dva starija brata Dariusa i Richarda te majku Iris James. CNBC je 23. kolovoza 2010. objavio kako je igrač potpisao višegodišnji ugovor s kineskom tvrtkom Li Ning Company Limited.

## Vanjske poveznice
- ESPN-ova sveučilišna statistika igrača
- ESPN-ova NBA statistika igrača
- Profil igrača na NBA.com